# Puchar Polski w hokeju na lodzie 2003/2004
Puchar Polski w hokeju na lodzie 2003 – 6. edycja Pucharu Polski w hokeju na lodzie została rozegrana w dniach od 5 września 2003 roku do 31 stycznia 2004 roku.

## Plan rozgrywek
Rozgrywki składały się w czterech części: 
- Runda wstępna: 5 września 2003
- Ćwierćfinał: 7 września 2003
- Półfinał: 8-9 listopada 2003
- Finał: 31 stycznia 2004

## Runda wstępna
| 5 września 2003 | MMKS Podhale Nowy Targ | – | Orlik Opole        | 2:10 (0:2, 2:6, 0:2)              |
| 5 września 2003 | KH Sanok               | – | GKS Tychy          | 5:11 (2:5, 2:4, 1:2)              |
| 5 września 2003 | TRH Zagłębie Sosnowiec | – | SSS KTH KM Krynica | 5:5 (k. 1:0) (1:2, 3:1, 1:2, 0:0) |
| 5 września 2003 | MKS Cracovia           | – | TKH Nesta Toruń    | 0:5 (wo.)                         |

Wolny los: Dwory SA Unia Oświęcim, Wojas Podhale SSA Nowy Targ, GKS Stoczniowiec Gdańsk, GKS Katowice

## Ćwierćfinały

### Pierwsze mecze
| 7 września 2003 | GKS Tychy              | – | Wojas Podhale SSA Nowy Targ | 2:4 (0:1, 2:2, 0:1)             |
| 7 września 2003 | Orlik Opole            | – | Dwory SA Unia Oświęcim      | 3:9 (0:1, 0:4, 3:4)             |
| 7 września 2003 | TKH Nesta Toruń        | – | GKS Stoczniowiec Gdańsk     | 7:4 (3:2, 2:0, 2:2)             |
| 7 września 2003 | TRH Zagłębie Sosnowiec | – | GKS Katowice                | 5:6 (p.d.) (2:3, 3:0, 0:2, 0:1) |

## Półfinały

### Pierwsze mecze
| 8 września 2003 | GKS Katowice           | – | TKH Nesta Toruń             | 2:4 (2:2, 0:1, 0:1) |
| 9 września 2003 | Dwory SA Unia Oświęcim | – | Wojas Podhale SSA Nowy Targ | 2:2 (0:0, 0:2, 2:0) |

### Rewanże
| 9 listopada 2003 | TKH Nesta Toruń             | – | GKS Katowice           | 5:0 (w.o)           |
| 9 listopada 2003 | Wojas Podhale SSA Nowy Targ | – | Dwory SA Unia Oświęcim | 5:1 (1:0, 3:0, 1:1) |

## Finał
| 31 stycznia 2004 | Wojas Podhale SSA Nowy Targ | 5:2 | TKH Nesta Toruń | Hala Torwar, Warszawa |

|        | Rafał Sroka 35:00 Sebastian Biela 35:00 Marcin Ćwikła 50:00 Pavel Urban 53:00 Michał Radwański 60:00 | (0:0, 2:1, 3:1) | 28:00 Jarosław Dołęga 56:00 Sławomir Kiedewicz | Widzów: ? |
| ? min. | | ? min.          |                                                | Widzów: ? |